# Италия на зимних Олимпийских играх 1948
Италия принимала участие в зимних Олимпийских играх 1948 года в Санкт-Морице (Швейцария) в пятый раз за свою историю и первый раз завоевала золотую медаль — в скелетоне.

## Медали
Золото
- Скелетон, мужчины — Нино Биббиа.

## Состав сборной

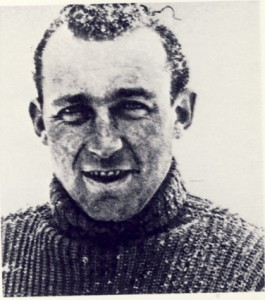
Бобслеист Нино Биббиа.

57 спортсменов: 54 мужчины и 3 женщины соревновались в 9 видах спорта:
- бобслей
- горнолыжный спорт
- конькобежный спорт
- лыжное двоеборье («северная комбинация»)
- лыжные гонки
- прыжки на лыжах с трамплина
- скелетон
- фигурное катание
- хоккей на льду.

Самым юным участником был 18-летний фигурист Карло Фасси, самым старшим — 38-летний бобслеист Дарио Поджи.
Знаменосцем был опытный горнолыжник Витторио Кьеррони.
Нино Биббиа мечтал выступить сразу в пяти дисциплинах. Однако из-за напряжённого графика соревнований выступил только в бобслее и скелетоне.

## Результаты по видам спорта

### Бобслей
Соревнования прошли с 30 января по 7 февраля на Олимпийской бобслейной трассе Санкт-Мориц — Челерина. С 30 по 31 января был разыгран комплект наград среди экипажей двоек, с 6 по 7 февраля — комплект наград среди экипажей четвёрок. Участвовали только мужчины.
Двойки
| Боб   | Спортсмены                       | 1 заезд | 1 заезд | 2 заезд | 2 заезд | 3 заезд | 3 заезд | 4 заезд | 4 заезд | Результат | Результат |
| Боб   | Спортсмены                       | Время   | Место   | Время   | Место   | Время   | Место   | Время   | Место   | Время     | Место     |
| ----- | -------------------------------- | ------- | ------- | ------- | ------- | ------- | ------- | ------- | ------- | --------- | --------- |
| ITA-1 | Нино Биббиа Эдильберто Кампадезе | 1:25.0  | 5       | 1:25.0  | 8       | 1:23.8  | 6       | 1:24.2  | 6       | 5:38.0    | 6         |
| ITA-2 | Марио Витали Дарио Поджи         | 1:25.1  | 6       | 1:25.1  | 11      | 1:24.0  | 7       | 1:24.4  | 8       | 5:38.6    | 8         |

Четвёрки
| Боб   | Спортсмены                                                           | 1 заезд | 1 заезд | 2 заезд | 2 заезд | 3 заезд | 3 заезд | 4 заезд | 4 заезд | Результат | Результат |
| Боб   | Спортсмены                                                           | Время   | Место   | Время   | Место   | Время   | Место   | Время   | Место   | Время     | Место     |
| ----- | -------------------------------------------------------------------- | ------- | ------- | ------- | ------- | ------- | ------- | ------- | ------- | --------- | --------- |
| ITA-1 | Нино Биббиа Джанкарло Ронкетти Эдильберто Кампадезе Луиджи Кавальери | 1:18.2  | 7       | 1:20.8  | 3       | 1:22.1  | 6       | 1:21.9  | 4       | 5:23.0    | 6         |
| ITA-2 | Нино Ровелли Энрико Айрольди Витторио Фолонари Ремо Айрольди         | 1:19.8  | 10      | 1:22.8  | 11      | 1:23.2  | 9       | 1:24.4  | 9       | 5:30.2    | 11        |

### Скелетон
Соревнования прошли на трассе «Креста Ран», расположенной между швейцарскими городами Санкт-Мориц и Челерина. Был разыгран 1 комплект наград — только среди мужчин. Соревнования выиграл Нино Биббия; американец Джон Хитон отстал от него на 1.4.
Джон Краммонд из Великобритании и Джон Хитон из США считались фаворитами и оправдали ожидания в первый день: Краммонд выиграл первый заезд, а Хитон — второй. Третье место выиграл относительный новичок — итальянец Нино Биббиа. Биббиа хоть и родился в Италии, но с детства жил в Санкт-Морице, так что трасса была ему знакома. После одного дня гонок Краммонд лидировал всего на две десятых секунды над Хитоном и Биббиа, которые делили второе место. На второй день Биббиа вырвался в лидеры, демонстрируя стабильные результаты, выиграв все три заезда и став первым итальянским зимним олимпийским чемпионом.
| Спортсмен   | 1 попытка | 1 попытка | 2 попытка | 2 попытка | 3 попытка | 3 попытка | 4 попытка | 4 попытка | 5 попытка | 5 попытка | 6 попытка | 6 попытка | Результат | Результат |
| Спортсмен   | Время     | Место     | Время     | Место     | Время     | Место     | Время     | Место     | Время     | Место     | Время     | Место     | Время     | Место     |
| ----------- | --------- | --------- | --------- | --------- | --------- | --------- | --------- | --------- | --------- | --------- | --------- | --------- | --------- | --------- |
| Нино Биббиа | 48.0      | 4         | 47.6      | 2         | 47.6      | 1         | 59.5      | 1         | 1:00.2    | 1         | 1:00.3    | 1         | 5:23.2    | [ 12 ]    |

### Фигурное катание
Соревнования  прошли со  2 по  7 февраля на  Олимпийском овале. Спортсмены соревновались в трёх дисциплинах: в мужском и женском одиночном катании и в парах.
Мужчины
| Спортсмен   | Обязательные фигуры | Произвольная программа | Баллы   | Сумма мест по решению судей | Место в итоговом протоколе |
| ----------- | ------------------- | ---------------------- | ------- | --------------------------- | -------------------------- |
| Карло Фасси | 16                  | 15                     | 145.966 | 135                         | 15                         |

Женщины
| Спортсменка       | Обязательные фигуры | Произвольная программа | Баллы   | Сумма мест по решению судей | Место в итоговом протоколе |
| ----------------- | ------------------- | ---------------------- | ------- | --------------------------- | -------------------------- |
| Грация Барселлона | 25                  | 24                     | 122.211 | 218                         | 24                         |

Пары
| Спортсмены                    | Баллы | Сумма мест по решению судей | Место в итоговом протоколе |
| ----------------------------- | ----- | --------------------------- | -------------------------- |
| Грация Барселлона Карло Фасси | 9.263 | 121.5                       | 13                         |